# 朱塞佩·罗西
朱塞佩·罗西（義大利語：Giuseppe Rossi，1987年2月1日—），是一名美籍前意大利足球運動員，司職前鋒，最後效力意乙球隊史帕爾。2023年7月宣佈退役。

## 生平

### 球會
罗西出生於美國新澤西的提內克（Teaneck），早年在意大利老牌球會帕爾馬受訓。至2004年7月7日，他以20萬英鎊加盟英超球隊曼聯。天生左腳的羅斯通常司職前鋒，除左腳外右腳也運用嫻熟。由於在曼聯預備組表現出色，他很快代表了意大利國家青年隊出賽。
羅斯是在英格蘭聯賽盃首次替一隊上陣，並於2004年11月10日2-0擊敗水晶宮的比賽中替補入替。在2005年曼聯的季前友賽中，羅斯出色表現令領隊費格遜留下深刻印象，被暱稱為「Joe Red」（Giuseppe 在意大利語中與 Joseph 相等，而 Rossi 則代表紅色）。
2005-06球季羅斯大部分時間待在預備組作賽，在26場比賽射入26球，也曾數次大演帽子戲法。兩個球季羅斯在預備組共上陣49次，射入42球。在2005年10月15日，他在對的聯賽中射入首個超聯入球，助球隊以3-1取勝。在2005年10月26日，他在聯賽盃中4-1大勝的比賽中也射入一球。2006年1月18日，他在足總盃第三圈對貝頓的比賽中獨中兩元，也兩度助攻，賽後被選為比賽最佳球員，其射門處理能力也為媒體大讚。2006年5月7日，他首次以首發身份上陣。
原來羅斯早於2006年7月4日與曼聯簽下一紙兩年延長合同，將令他留隊至2010年，但由於曼聯人才眾多，他於2006－07年球季被外借到纽卡斯尔联爭取上陣機會。2007年1月羅斯再被外借至母隊帕爾馬，在19場比賽中射入9球，亦憑他的出色表現令帕爾馬在該年度護級成功。
2007年7月曼聯以1,000萬歐元賣往維拉利爾。不过其新合约中有条款，允许曼联在将来优先购回罗西。8月26日，西甲揭幕战中罗西便射入加盟后第一球，帮助球队客场大胜劲旅巴伦西亚。
2013年，罗西迎来了巅峰状态。这一年年初，罗西以1000万欧元加盟佛罗伦萨。在2013-14赛季，罗西为佛罗伦萨出场18次，高效地打进14球，曾占据意甲射手榜的第一位。

### 國家隊
雖然曾經替意大利少年隊作賽，由於擁有美國國籍，原則上仍可替美國國家隊上陣。不過當2006年世界盃前美國徵召他入隊時，他卻不但婉拒，并表示欲加入意大利国家队。
直至2008年10月，他才首次被招入意大利国家队，首场比赛为意大利對保加利亚的2010年世界杯外圍賽。他的国家队首個入球为2009年6月6日，意大利国家队与荷兰国家队的友谊赛。他同时入选2009年联合会杯大名单，并在6月15日，意大利对阵美国的首场小组赛中，梅开二度。
由於傷病原因，他錯過了參加2012年歐洲國家杯的國家隊大名單。2014年巴西世界杯罗西在蒙托利沃受伤后被主帅普兰德利排除在23人大名单之外，又一次无缘世界杯决赛周。